# Бэнфилд, Эдвард
Эдвард Кристи Бэнфилд (англ. Edward Christie Banfield; 19 ноября 1916, Блумфилд, штат Коннектикут — 30 сентября 1999, Ист-Монпелье, штат Вермонт) — американский политолог консервативного направления.
Окончил Университет Коннектикута, где изучал английский язык и сельское хозяйство. Преподавал в Чикагском университете, где сблизился с Лео Штраусом и Милтоном Фридманом, а затем с 1959 года в Гарвардском университете. Среди многочисленных учеников Бэнфилда, в частности, Брюс Ковнер.
Бэнфилд выступал советником президентов США от Республиканской партии — Ричарда Никсона, Джералда Форда и Роналда Рейгана.
Среди наиболее известных работ Бэнфилда — книга «Моральные основы отсталого общества» (англ. The Moral Basis of a Backward Society; 1958), описывающая образ жизни бедной деревушки на юге Италии.
- Бэнфилд, Эдвард Моральные основы отсталого общества / Пер. с англ. Дмитрий Карельский. — М.: Новое издательство, 2019. — 214, [1] с. — (Библиотека свободы) — ISBN 978-5-98379-242-5

Другие его значительные труды:
- «Городское управление» (англ. Urban Government: A Reader in Politics and Administration; 1961)
- «Американские доктрины помощи зарубежным странам» (англ. American Foreign Aid Doctrines; 1963)
- «Политика в большом городе» (англ. Big City Politics; 1965)
- «Демократическая муза: Визуальное искусство и общественные интересы» (англ. The Democratic Muse: Visual Arts and the Public Interest; 1984)